# Щелкун медный
Щелкун медный (лат. Ctenicera cuprea) — вид щелкунов из подсемейства Prosterninae.

## Экология
Медный щелкун достигает 11—16 мм в длину. Время лёта жука май—июль.

## Экология и местообитания
Жуки предпочитают луга или болотистую местность. Личинка развивается в почве и питается растительной пищей (травянистыми растениями, молодыми деревцами и зерновыми культурами, например овёс и ячмень)

## Галерея
- Иллюстрация